# Zubierowo
Zubierowo (biał. Зуберава, Zubierawa; ros. Зуберево, Zubieriewo) – wieś na Białorusi, w obwodzie mińskim, w rejonie stołpeckim, w sielsowiecie Szaszki, na obrzeżach Puszczy Nalibockiej i nad Sułą.

## Historia
W XIX i w początkach XX w. folwark i zaścianek położone w Rosji, w guberni wileńskiej, w powiecie oszmiańskim.
W dwudziestoleciu międzywojennym zaścianek leżący w Polsce, w województwie nowogródzkim, w powiecie stołpeckim, w gminie Derewno. W 1921 miejscowość liczyła 96 mieszkańców, zamieszkałych w 16 budynkach, w tym 88 Polaków i 8 Białorusinów. 89 mieszkańców było wyznania rzymskokatolickiego i 7 prawosławnego.
W czasie II wojny światowej 3 mieszkańców miejscowości dołączyło do Zgrupowania Stołpeckiego Armii Krajowej. W 1943 w ramach operacji Hermann Zubierowo zostało spacyfikowane i zniszczone przez Niemców.
Po II wojnie światowej w granicach Związku Sowieckiego. Od 1991 w niepodległej Białorusi.